# Accidente del paso a nivel de Muñoz de 1978
El accidente del paso a nivel de Muñoz de 1978 fue un accidente de circulación ocurrido el día 21 de diciembre de 1978 en un paso a nivel de la línea férrea Salamanca – Fuentes de Oñoro situado junto a la localidad de Muñoz, pedanía del municipio de La Fuente de San Esteban, en la provincia de Salamanca, en España. En dicho accidente un autobús escolar fue arrollado por una locomotora, resultando muertas 32 personas y heridas otras 65. Es, hasta la fecha, el accidente más grave ocurrido en España por arrollamiento de vehículo en un cruce a nivel entre vía férrea y carretera.

## Hora y lugar del accidente
El accidente ocurrió a las 09:10 hora local (08:10 GMT) del 21 de diciembre de 1978 en el paso a nivel sin guarda situado en el punto kilométrico 53,205 de la línea de ferrocarril Salamanca – Fuentes de Oñoro. Dicho paso a nivel, clausurado poco después del accidente, daba servicio al entonces único camino pavimentado de acceso a la localidad de Muñoz, que unía a ésta con la carretera Nacional 620. El paso a nivel se ubicaba a la entrada lado Salamanca de la vía férrea al pequeño apeadero que daba servicio a la localidad y se encontraba situado a unos doscientos metros al Sur de la misma.

## El autobús y la locomotora implicados en el accidente

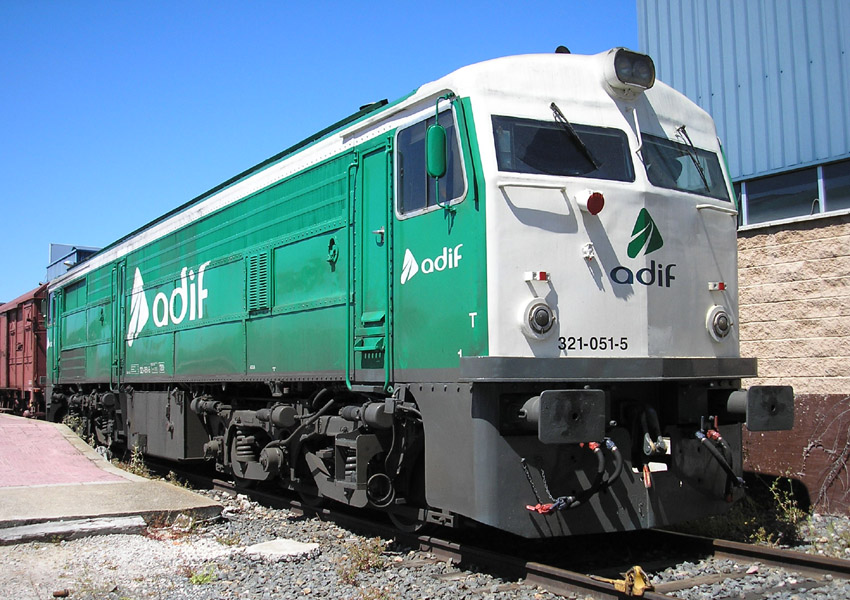
Locomotora 321.051 de Renfe, gemela de la 321.048, implicada en el accidente

El autobús que sufrió el accidente era un vehículo marca Setra Seida, modelo S-14, con matrícula SA-41408, fabricado en 1971, y disponía de 55 plazas para viajeros. Pertenecía a una empresa local contratista del Ministerio de Educación y Ciencia para la prestación de la ruta de transporte escolar con destino al centro rural agrupado de La Fuente de San Esteban que daba servicio a los pueblos de La Sagrada, Carrascalejo de Huebra, San Muñoz, Ardonsillero, Muñoz, Tejadillo y Boadilla;
La locomotora que arrolló el autobús era una máquina diésel perteneciente la serie 321 de Renfe, modelo ALCO DL-500S, con matrícula 321.048 (numeración pre-UIC 2148), fabricada por la Sociedad Española de Construcción Naval en 1966. Circulaba aislada, de regreso a Salamanca tras haber dado tracción al tren surexpreso desde Medina del Campo hasta la estación fronteriza de Vilar Formoso.

## El accidente
El autobús comenzó su ruta en el pueblo de Carrascalejo de Huebra sobre las ocho y media de la mañana, donde recogió a los primeros escolares. Continuó su trayecto por La Sagrada y San Muñoz hasta el cruce de acceso a esta última población desde la nacional 620, donde recogió a los viajeros procedentes de Ardonsillero y Tejadillo, y desde allí continuó su viaje por dicha carretera hasta el cruce de acceso a Muñoz, población en la que estaba situada la penúltima parada del recorrido; a quinientos metros del cruce de la nacional se halla el paso a nivel que pocos minutos más tarde sería escenario del accidente. El autobús lo rebasó sin problemas, y llegó a Muñoz hacia las 09:05. Tras recoger a la docena aproximada de niños de la mencionada localidad, el autobús retomó su viaje hacia la Fuente de San Esteban. Al alcanzar de nuevo el paso a nivel, el autobús hizo la preceptiva parada ante la señal de detención que protegía el mismo, tras lo cual reanudó su marcha. En el momento en el que efectuaba el cruce, fue embestido por la locomotora en su parte central, partiéndose en dos; toda la zona comprendida entre los ejes del autobús se desintegró debido al impacto. Solamente quedaron reconocibles la parte trasera del mismo, que quedó junto al paso a nivel; la delantera, que fue arrastrada por la locomotora hasta quedar detenida a unos ochenta metros del punto del choque, y el techo del vehículo, que quedó enganchado en la parte delantera de la locomotora, siendo arrastrado por ésta hasta el punto en que la misma consiguió detenerse, a unos ciento setenta metros del punto de la vía en que se produjo la colisión.

En el momento de producirse el accidente viajaban en el vehículo 97 personas, de los cuales 95 eran escolares con edades comprendidas entre los seis y los catorce años. Las únicas personas adultas que viajaban en el autobús eran el conductor, que en la fecha del accidente contaba 24 años de edad, y un hombre de 57 años vecino del pueblo de la Sagrada que había pedido permiso al conductor para subir al autobús a fin de dirigirse a La Fuente de San Esteban para recoger un vehículo de su propiedad que había llevado a reparar a un taller de la localidad citada. 

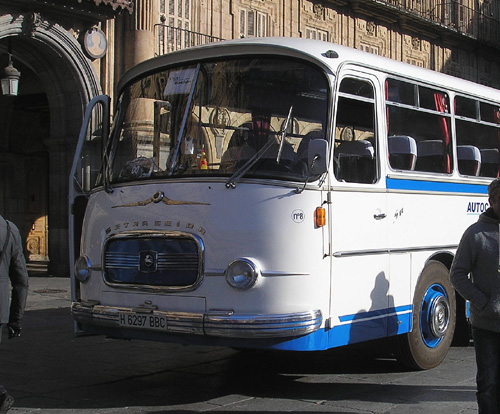
Frontal de un autobús Setra Seida S14.

Según publicaron algunos medios de prensa al informar sobre el accidente, una vez iniciada por parte del autobús la maniobra de rebase del paso a nivel, varios viajeros pudieron divisar como la locomotora se acercaba y avisaron al conductor de su presencia.
Como consecuencia del accidente murieron en el acto veinticuatro menores y uno de los dos adultos (el hombre que subió en la Sagrada). Dos menores más fallecerían durante su traslado a los hospitales de Salamanca a que eran conducidos. El accidente dejó además un herido calificado como crítico, nueve calificados como muy graves (dos fallecerían durante la tarde del mismo día del accidente y otros dos a los pocos días), treinta heridos graves (el conductor del autobús y veintinueve escolares, -uno de estos últimos acabó también falleciendo-), uno menos grave, dos calificados de pronóstico reservado, y veintisiete leves (de estos últimos cuatro solamente presentaban ligeras contusiones y no precisaron ingreso hospitalario). 
De las treinta y dos víctimas mortales finales del accidente, dieciséis procedían de la localidad de la Sagrada, diez de San Muñoz, una de Tejadillo, dos de Ardonsillero y dos de Carrascalejo de Huebra, mientras entre los niños que subieron al autobús en Muñoz solamente se contó un fallecido.

## Circunstancias y causas del accidente
El paso a nivel donde se produjo el accidente carecía de personal de guardia y no estaba dotado de ningún tipo de sistema de cerramiento automático al paso de los convoyes o de aviso de la cercanía de los mismos. Sí estaba señalizado por ambos lados con las correspondientes señales de peligro que anunciaban su presencia, así como balizas de aproximación y junto a él existían señales de detención que obligaban a los vehículos a parar antes de cruzarlo. De acuerdo con la normativa en materia de pasos a nivel vigente a la fecha del accidente, su grado de protección era correcto teniendo en cuenta la baja intensidad de tráfico que soportaba, ya que de acuerdo con la misma tenía una puntuación de intensidad de tráfico (AT) de 1155, no siendo obligatorio según la misma normativa que el paso estuviese guardado si la AT era menor a 1500 aunque la visibilidad fuese baja.
El paso a nivel estaba situado en un largo tramo recto de la vía, lo cual en principio condicionaba una relativa buena visibilidad de la misma por ambos lados. En el lado del paso por el que llegó al mismo el autobús, existían, no obstante, dos pequeñas edificaciones situadas junto a la vía -el refugio del apeadero de Muñoz y un pequeño almacén de material del servicio de vías y obras de Renfe-. Ambas se hallaban del lado de la vía por el cual se aproximó a la misma el autobús, la primera de ellas a unos cuarenta metros de la carretera y la segunda a unos veinte. Su distancia mínima al carril más próximo de la vía férrea era de unos cinco metros. Se apuntó por ello en un principio como causa posible del accidente que dichas construcciones pudiesen haber impedido al conductor del autobús advertir la llegada de la locomotora, especialmente la segunda. Aunque lo cierto es que dichas edificaciones sí restaban cierta visibilidad al paso, teniendo en cuenta su posición a priori resultaba posible detenerse ante el mismo sin invadir la vía férrea en un punto en que las referidas no condicionasen la correcta visión de ésta en bastantes metros por el lado por el que llegó la locomotora.
La velocidad a la que circulaban los trenes por la zona era elevada. En el sentido en que circulaba la locomotora implicada en el accidente, el límite máximo de velocidad era de ciento veinte kilómetros por hora hasta el apeadero de Muñoz, traspasado el cual existía una limitación de velocidad genérica a ochenta kilómetros por hora. Ello otorgaba a cualquier vehículo que atravesase el paso poco margen de tiempo para corregir una posible maniobra equivocada (unos ocho a doce segundos si se considera una visibilidad de 200-250 metros para un tren que circule a entre noventa y ciento veinte kilómetros por hora).
Por otra parte, no se daban en el momento del accidente condiciones meteorológicas que influyesen de manera negativa en la visibilidad; aunque en la comarca donde ocurrió este las nieblas son frecuentes durante el invierno, el día del accidente amaneció totalmente despejado (los días en que había niebla, por seguridad, el autobús no atravesaba el paso a nivel, recogiendo a los viajeros en el cruce de acceso al pueblo desde la carretera nacional). Ya hacía más de una hora que había salido el sol y este, aunque todavía bajo, incidía desde una dirección bastante alejada de aquella por la que se aproximó la locomotora, lo cual parece descartar la posibilidad de deslumbramiento.
El autobús estaba autorizado para transportar 84 escolares, a razón de tres niños por cada pareja de asientos con que contaba. En el momento del accidente el pasaje sobrepasaba dicha cifra. No obstante, dicha circunstancia no parece que influyese en el siniestro. En realidad el pasaje que de ordinario llegaba a la Fuente de San Esteban era aún mayor, pues varios niños de los pueblos por los que el vehículo había pasado ya no habían acudido a clase y además faltaban por subir los niños de Boadilla, localidad que totalizaba una quincena de alumnos más.
En ambos lados del paso a nivel el camino estaba configurado en ligera rampa descendente hacia el exterior de la vía férrea, lo que en principio podía dificultar el reemprender la marcha a los vehículos tras efectuar la detención obligatoria ante el paso antes de cruzar el mismo, pero también favorecería un posible retroceso (y alejamiento del vehículo de la vía) en caso de parada del motor sobre el paso. La baja temperatura en el momento del accidente (unos tres grados bajo cero) también podría haber condicionado la presencia de hielo en la calzada, -lo que podría haber hecho patinar las ruedas motrices del autobús al reanudar éste la marcha tras detenerse ante el paso-. Si bien algún medio de comunicación apuntó a tal posibilidad, así como a que el motor del autobús se habría parado durante la maniobra de rebase del paso a nivel, no está claro que ambas cosas realmente llegaran a suceder.
Considerando los diversos factores, todo parece indicar que el accidente se debió a una distracción por parte del conductor del autobús. La causa penal por el accidente se celebró en la Audiencia Provincial de Salamanca entre abril y julio de 1981; de acuerdo con la información publicada en diversos medios de prensa de la época, en el juicio el conductor del autobús resultó condenado por el delito de imprudencia temeraria.
Aquel fatídico día fue el último que un autobús cruzó el paso a nivel. Así, la conmoción vivida en la zona obligó al Gobierno Provisional a decretar en los días siguientes al accidente, por la vía de urgencia, la sustitución del paso a nivel por un paso elevado, que se abrió a los pocos meses del suceso. Durante todos esos meses, como medida de seguridad, los autobuses recogían a los escolares de Muñoz en el cruce de la N-620, sin cruzar las vías del tren, tal y como se hacía hasta el día del accidente cuando había niebla.
|  |  |
|  |  |

1. Vista de la posición en la que se encontraba el paso a nivel desde el extremo del andén del apeadero de Muñoz. La vista está tomada en sentido de la línea férrea hacia Salamanca. Hacia 1990 el andén fue reformado, prolongándose varios metros.
2. Vista de la línea férrea desde el lugar en que se encontraba el paso a nivel donde se produjo el accidente en sentido hacia Fuentes de Oñoro. La foto está sacada a unos dos metros del carril más próximo de la vía. La visibilidad de la línea el día del accidente era mejor, pues las edificaciones que existían entonces estaban más alejadas de la vía. El apeadero fue reformado hacia 1990, estrechándose el andén y construyéndose el refugio que se ve en la actualidad.
3. Posición de la rampa del camino que precedía al paso a nivel sobre la que se detuvo el autobús antes de cruzarlo.
4. Paso elevado construido en 1979 en el p. k. 52,950 de la línea para sustituir al paso a nivel donde se produjo el accidente. Pocos metros antes del mismo se encuentra el punto de la línea en que la locomotora logró detenerse el día del accidente.

(Fecha de las fotografías: noviembre de 2016)

## Monumentos en recuerdo de las víctimas
La memoria del accidente dejó una profunda huella en localidades de donde procedían las víctimas. Los municipios de San Muñoz y La Sagrada perdieron una parte cuantitativamente importante de su población infantil. Tras el accidente, en la zona se erigieron varios monumentos en homenaje a las víctimas. Al cumplirse el primer aniversario del suceso, sobre la pared del edificio de las antiguas escuelas de San Muñoz se colocó una placa de mármol con los nombres de las víctimas mortales naturales de dicha localidad. En el año 2003, con motivo del 25 aniversario de la catástrofe, en el pueblo de Muñoz asimismo se construyó un monumento formado por cinco sillares procedentes del edificio de la antigua escuela de la localidad, que representan a los cinco pueblos de donde procedían las víctimas. Por último, en el pueblo de La Sagrada, se erigió en diciembre de 2004 en la plaza de la iglesia de dicha localidad una escultura que recuerda a los fallecidos en el accidente, consistente en una escultura formada por la imagen de un niño que apoya su mano sobre una superficie donde están representadas otras treinta y dos manos, una por cada una de las víctimas mortales que causó el siniestro.
|  |  |  |